# Eddy Gutiérrez
Eddy Gutiérrez (eigentlich Eduardo Gutiérrez James; * 28. Februar 1952 in Velazco, Provinz Ciego de Ávila) ist ein ehemaliger kubanischer Sprinter, der sich auf den 400-Meter-Lauf spezialisiert hatte.
1975 wurde er bei den Panamerikanischen Spielen in Mexiko-Stadt Fünfter über 400 m und gewann Silber in der 4-mal-400-Meter-Staffel.
Bei den Olympischen Spielen 1976 in Montreal erreichte er über 400 m das Viertelfinale und wurde Siebter in der 4-mal-400-Meter-Staffel.
Seine persönliche Bestzeit von 45,3 s stellte er am 3. Juli 1976 in Mexiko-Stadt auf.